# Peter Magubane

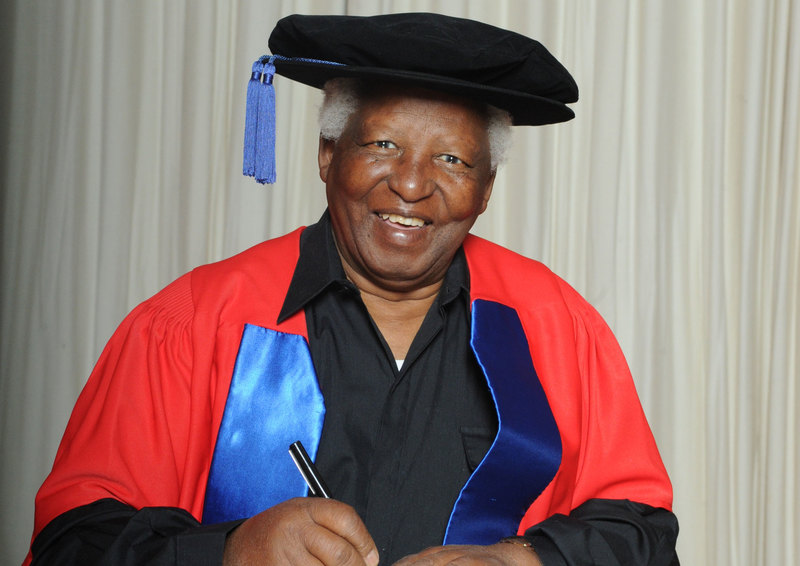
Peter Magubane, 2023

Peter Sexford Magubane (* 18. Januar 1932 in Johannesburg; † 1. Januar 2024 ebenda) war ein südafrikanischer Fotojournalist. Bekannt wurde er durch seine Fotos, die wichtige Momente der südafrikanischen Geschichte zeigen. Er zählt zu den bedeutendsten Bildjournalisten Südafrikas.

## Leben
Peter Sexford Magubane wurde in Pageview, am Rande des Johannesburger Stadtteils Vrededorp geboren und wuchs im Stadtteil Sophiatown (lag im Western Area Township) auf. In der Schulzeit entstand bereits sein Interesse an der Fotografie und er machte erste Erfahrungen mit einer Kodak-Brownie-Kamera. 1955 wurde er vom Magazin Drum, das vor allem von der schwarzen Bevölkerungsmehrheit gelesen wurde, als Chauffeur und Bote angestellt. Schon bald bildete ihn der Redakteur Jürgen Schadeberg als Fotograf aus. Seine Schwarz-Weiß-Fotos porträtieren zahlreiche bekannte schwarze Südafrikaner und historische Ereignisse, etwa den Marsch von 20.000 Frauen auf die Union Buildings in Pretoria. Daneben stellte er auf seinen Fotos das Leben in den Townships dar. Gelegentlich musste er die Kamera vor den Behörden verstecken, etwa in einer ausgehöhlten Bibel oder in einem so präparierten Brotlaib, um trotz Verbots arbeiten zu können. 1958 war er der erste schwarze Südafrikaner, der den Preis für das „Beste Pressefoto des Jahres“ erhielt.
Magubane fotografierte 1960 das Massaker von Sharpeville. 1961 hatte er seine erste Einzelausstellung, ebenfalls als erster Schwarzer in Südafrika. Bis 1965 blieb er bei Drum. Im Jahre 1963 ging er nach Großbritannien, um in London als freiberuflicher Fotojournalist zu arbeiten. 1964 konnte er als erster schwarzer Südafrikaner seine Werke mit einer Ausstellung an der London School of Printing and Graphic Arts zeigen, was eine öffentliche Anerkennung darstellte.
1966 kam er Nach Südafrika zurück und begann er für die Tageszeitung Rand Daily Mail zu arbeiten. 1969 wurde er verhaftet; erst im September 1970 kam er wieder frei. Er wurde jedoch fünf Jahre lang gebannt und konnte nicht als Fotograf arbeiten. 1971 nahm man ihn erneut in Haft und er verbrachte mehr als ein halbes Jahr im Gefängnis. 1976 war er für die Rand Daily Mail Fotoreporter beim Aufstand in Soweto. Nach seiner erneuten Verhaftung wurde er geschlagen, so dass sein Nasenbein brach. Seine Bilder der Unruhen brachten ihm jedoch internationale Anerkennung. In der Folge arbeitete er für das Time-Magazin, die Vereinten Nationen und Sports Illustrated, für die er eine Fotoreportage über die Läuferin Zola Budd anfertigte. Eines seiner bekanntesten Aufnahmen ist das Foto „Nanny and Child“ aus dem Jahre 1956. Das Motiv symbolisiert die Rassentrennungspolitik im öffentlichen Raum und in den privaten Beziehungen zugleich. Es zeigt in sitzender Haltung ein weißes Mädchen und sein schwarzes Kindermädchen auf zwei rückseitig zueinander aufgestellten Sitzbänken in Johannesburg, eine davon mit der Aufschrift „Europeans only“.
Ab den späten 1990er Jahren porträtierte Magubane in Farbfotos gefährdete traditionelle Bräuche. Fünf Bände der Reihe African Heritage Series erschienen mit Texten von Sandra Klopper. 2005 wurde Magubane während einer Beerdigung durch Schüsse aus einer Schrotflinte verletzt und musste im Krankenhaus behandelt werden.
Magubane verstarb am 1. Januar 2024 in Johannesburg. Eine Gedenkfeier fand am 8. Januar 2024 in der Kirche Regina Mundi in Soweto statt. Die Begräbnisfeier, als offizielles Staatsbegräbnis der Kategorie 2 begangen, erfolgte in Anwesenheit der Familie in der Bryanston Methodist Church. Staatspräsident Cyril Ramaphosa hielt dabei die Trauerrede.
Die Journalistin Pearl Luthuli sagte, „der verstorbene Fotograf sei ein stiller Beobachter gewesen, aber seine Bilder hätten Bände gesprochen“.

## Auszeichnungen
- 1958: Erster und dritter Preis für „Bestes Pressefoto des Jahres“ in Südafrika
- 1985: Robert Capa Gold Medal
- 1986: Dr.-Erich-Salomon-Preis
- 1986: American National Professional Photographers Association Humanistic Award
- 1992: Special Missouri Honor Medal für hervorragende Leistungen im Journalismus
- 1995: Martin Luther King Luthuli Award
- 1997: Lifetime Achievement Award der Mother Jones Foundation und Leica Camera
- 1997: Gastdozent der Tom Hopkinson School of Journalism and Cultural Studies an der University of Wales in Cardiff
- 1999: Südafrikanischer Order for Meritorious Service in Silber, überreicht vom damaligen Präsidenten Nelson Mandela
- 2003: Ehrendoktorwürde der University of South Africa
- 2006: Ehrendoktorwürden der Rhodes University, der University of Fort Hare und der Technical University of Tshwane[6]
- 2010: Cornell Capa Infinity Award des International Center of Photography
- 2010: Ehrendoktorwürde des Columbia College Chicago
- 2015: Nat Nakasa Award for Media Integrity
- 2016: Ehrendoktorwürde der University of Cape Town[12]

## Werke

### Bücher als Fotograf
- 1978: Black as I am. Text: Zindzi Mandela. Los Angeles Guild of Tutors Press, Los Angeles, ISBN 0-89615-001-1.
  - deutsch als: Schwarz wie ich bin. Lamuv, Bornheim-Merten 1982, ISBN 3-921521-33-5.
- 1978: Magubane’s South Africa. Alfred A. Knopf, New York, ISBN 0-436-27120-6.
  - deutsch als: Magubanes Südafrika. S. Fischer, Frankfurt am Main 1979, ISBN 3-10-046105-3.
- 1978: Soweto. Text: Marshall Lee. Don Nelson, Kapstadt, ISBN 0-909238-32-4.
- 1979: Soweto speaks. Text: Jill Johnson. AD Donker, Johannesburg, ISBN 0-949937-63-0.
- 1982: Black child. Alfred A. Knopf, New York, ISBN 0-394-51445-9.
- 1986: June 16: The fruit of fear. Skotaville, Johannesburg, ISBN 0-947009-13-2.
- 1990: Soweto: Portrait of a city. Text: David Bristow, Stan Motjuwadi. New Holland, London, ISBN 1-85368-051-6.
- 1993: Women of South Africa: Their fight for freedom. Text: Carol Lazar. Little, Brown & Co., Boston, ISBN 0-8212-1928-6.
- 1995: Südafrikanische Fotografie. Mit Santu Mafokeng. Ifa, Bonn 1995, DNB 945688113.
- 1996: Nelson Mandela, man of destiny: A pictorial biography. Don Nelson, Kapstadt, ISBN 1-86806-123-X.
- 1998: Vanishing cultures of South Africa: Changing customs in a changing world. Struik, Kapstadt, ISBN 1-86825-967-6.
- 2000: African Renaissance. Struik, Kapstadt, ISBN 1-86872-413-1.
- 2001: Dress and Adornment. Text: Sandra Klopper. Struik, Kapstadt, ISBN 1-86872-514-6.
- 2001: Ceremonies. Text: Sandra Klopper. Struik, Kapstadt, ISBN 1-86872-515-4.
- 2001: Homesteads. Text: Sandra Klopper. Struik, Kapstadt, ISBN 1-86872-517-0.
- 2001: The BaNtwane: Africa’s undiscovered people. Text: Sandra Klopper. Struik, Kapstadt, ISBN 1-86872-564-2.
- 2001: Soweto. Text: Charlene Smith. Struik, Kapstadt, ISBN 1-86872-584-7.
- 2001: Arts and Crafts. Text: Sandra Klopper. Struik, Kapstadt, ISBN 1-86872-836-6.
- 2005: AmaNdebele. Text: Sandra Klopper. Sunbird, ISBN 1-919938-06-0.

### Filme und Videos
- 1998: Dying to Tell the Story. Dokumentarfilm, in dem Magubane als er selbst auftritt.